# Mimeresia deborula
Mimeresia deborula är en fjärilsart som beskrevs av Aurivillius 1898. Mimeresia deborula ingår i släktet Mimeresia och familjen juvelvingar. Inga underarter finns listade i Catalogue of Life.